# 貝波·吉兒柏托
貝波·吉兒柏托（Bebel Gilberto，1966年5月12日—），出生於紐約市，是巴西的流行歌手。她的叔叔是歌手/作曲家奇科布阿爾克。她在里約熱內盧很受歡迎。

## 外部連結
- 官方网站
- 貝波·吉兒柏托的Discogs页面（英文）